# Georg Schwer
Johann Georg Schwer (* 26. März 1827 in Nürnberg; † 7. Oktober 1877 in Düsseldorf) war ein deutscher Genre- und Landschaftsmaler der Düsseldorfer Schule.

## Leben
Schwer wurde als Sohn von Carl Christoph Schwer, von Beruf Drechsler, in Nürnberg geboren. Dort besuchte er als 11-Jähriger nachmittags die Elementar-Zeichnungsschule (Vorläufer der heutigen Technischen Hochschule) und kam noch als Kind nach London, wo er als 13-Jähriger ersten Kunstunterricht erhielt. Anschließend ging er nach Düsseldorf. Dort waren Karl Ferdinand Sohn und Rudolf Jordan seine Privatlehrer. Er blieb in Düsseldorf ansässig, wo er am 28. Mai 1868 Maria Sophia von Eynern (1828–1888) heiratete. Schwer unternahm Reisen nach Italien und Frankreich sowie in Deutschland, etwa zur Willingshäuser Malerkolonie.

## Werke (Auswahl)

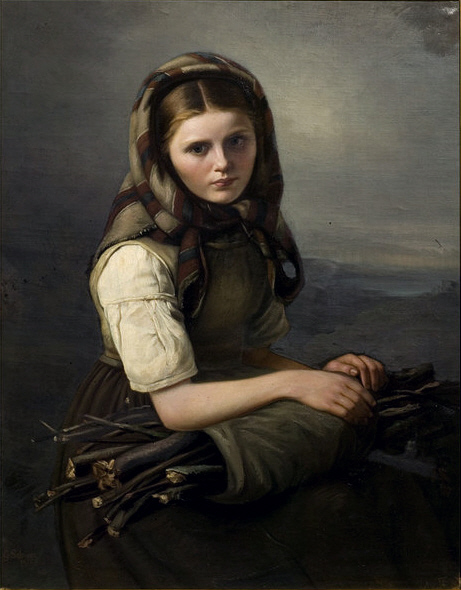
Die Reisigsammlerin, 1860, vermutlich entstanden auf einer Studienreise nach Willingshausen

- Kirche am Fluss, Öl auf Leinwand, um 1860
- Die Reisigsammlerin (Girl gathering sticks), Öl auf Leinwand, 1860, Victoria and Albert Museum, London
- Der Hundereisewagen (Travelling dog cart), Öl auf Leinwand, 1861, Victoria and Albert Museum, London